# 理查德·福提
理查德·艾倫·福提，OBE（英語：Richard Alan Fortey，1946年2月15日—2025年3月7日）是一位英国古生物学家和自然史科普作家，曾和戴維·阿滕伯勒共同主持过纪录片《失落的世界 消失的生命》，并主持英國廣播公司第四台的纪录片《幸存者：自然界坚不可摧的生物》等，1997年成为皇家学会会士，2007年当选伦敦地质学会会长。

## 主要作品
- 1982年，《化石：洪荒时代的印记》（Fossils: The Key to the Past，2015年出版第五版）
- 1993年，《隐藏的风景》（The Hidden Landscape，2010年出版修订版）
- 1997年，《生命简史：地球生命40亿年的演化传奇》（Life: A Natural History of the First Four Billion Years of Life on Earth，2008年出版修订版）
- 2000年，《三叶虫！演化目击者》（Trilobite!: Eyewitness to Evolution）
- 2004年，《地球：一段亲密的历史》（The Earth: An Intimate History，2011年出版修订版）
- 2008年，《一号干燥储藏室》（Dry Store Room no.1）